# Decimus Seius Seneca
Decimus Seius Seneca (vollständige Namensform Decimus Seius Decimi filius Quirina Seneca) war ein im 2. Jahrhundert n. Chr. lebender Angehöriger des römischen Senatorenstandes.
Seneca war in der ersten Hälfte der 150er Jahre Suffektkonsul. Durch ein Militärdiplom ist belegt, dass er 157/158 n. Chr. Statthalter (Legatus Augusti pro praetore) der Provinz Syria Palaestina war. Eine Inschrift, die in Caesarea Maritima gefunden wurde, wurde ihm zu Ehren von Sextus Cornelius Taurinus, einem Duumvir der Stadt, errichtet.
Seneca war in der Tribus Quirina eingeschrieben.